# Fagonia mahrana
Fagonia mahrana är en pockenholtsväxtart som beskrevs av Björn-Axel Beier. Fagonia mahrana ingår i släktet Fagonia och familjen pockenholtsväxter. Inga underarter finns listade i Catalogue of Life.